# Abus de langage
 (juin 2023).
La notion d’abus de langage est employée pour critiquer une expression verbale plus ou moins impropre dans sa sémantique, donnant une sensation que la langue est abusée. On parle aussi de malapropisme ou d’impropriété. La notion connait une intersection avec celle de métonymie, et recouvre plus généralement le fait d’utiliser un mot à la place d’un autre.
L’abus de langage diffère du barbarisme et du solécisme, qui sont des constructions incorrectes au regard des règles de la langue. Les expressions qualifiées d’abus de langage sont des constructions tout à fait correctes, mais leur sens véritable ne correspond pas à ce qui est désigné en pratique.
Selon leurs causes et éventuellement leurs motivations, les abus de langage sont plus ou moins critiqués.

## Causes
L’abus de langage est parfois la conséquence du fait qu’un mot d’un terme technique, au moment de faire le buzz, est incorrectement entendu ou lu par les journalistes qui le confondent avec un mot plus courant dont le sens est plus clair[Par exemple ?]. Ce mot erroné est alors médiatisé à la place du mot correct. Cette confusion peut être volontaire, dans le but de faciliter la propagation de l’expression et d’augmenter l’attention sur le média[réf. nécessaire].
L’abus de langage peut également être dû à la mauvaise traduction d’un faux-ami (ex. : « librairie » pour parler de bibliothèque logicielle, software library en anglais), au détournement (généralement par manque de connaissance de la vraie définition) de l’usage d’un mot (ex. : boutique « bien achalandée », voir ci-dessous) ou encore à la simplification d’une expression plus ou moins alambiquée, que ce soit pour éviter d’utiliser des termes que l’on ne saurait pas expliquer (ex. : « respirer de l’oxygène » plutôt que du dioxygène) ou pour faciliter l’usage[Par exemple ?].
Un autre cas est l’antonomase consistant à utiliser une marque pour désigner un type d’objets, même quand ces objets ne sont pas produits par ces marques (ex. : « kleenex » pour mouchoir, « frigidaire » pour réfrigérateur).
De façon généralement plus anodine, l’abus de langage peut être dû à la confusion de notions voisines ou d’objets semblables (ex. : le gruyère français comporte des trous et se rapproche de l’emmental, c’est pourquoi ce dernier a pu être pris pour du gruyère), à l’histoire (ex. : champignon de Paris et jambon de Paris, voir ci-dessous), à l’idée qu’une entité peut être représentée par un de ses composants (ex. : « Angleterre » utilisé pour désigner le Royaume-Uni), ou encore à l’idée que deux entités proches n’en forment qu’une seule (ex. : la conférence de Paris de 2015 sur les changements climatiques n’a pas eu lieu à Paris mais au Bourget).

## Exemples
- Dire « Hollande » à la place de « Pays-Bas » ou « Angleterre » pour « Royaume-Uni ». C'est un abus de langage consistant à prendre une partie pour le tout[2]. À l'inverse, parler d'Amérique quand il n'est question que des seuls États-Unis d'Amérique.
- Appeler un manchot « pingouin ». Les deux termes désignent en effet des espèces appartenant à deux familles différentes d'oiseaux. Cela provient d'une mauvaise traduction en France de l'anglais « penguin » qui est un faux-ami[3].
- Dire d'une boutique bien fournie en articles qu'elle est « bien achalandée »[4]. Ce terme qualifie à la base un commerce bénéficiant de nombreux clients réguliers dits chalands.
- Parler de champignon de Paris ou de jambon de Paris. Il n'y a plus depuis longtemps de champignonnières à Paris et la préparation de jambon de Paris n'y est qu'artisanale, l'essentiel étant produit industriellement ailleurs. Un vin de Bordeaux a aussi peu de chance d'être produit à Bordeaux même, trop urbanisé, mais provient plutôt d'une autre commune de la Gironde.
- Parler de « paiement de caution » pour louer un véhicule ou un appartement, alors qu'il s'agit d'un dépôt de garantie, la véritable caution étant la personne qui se porte garante[réf. souhaitée].
- Parler de « chiffre d'affaires journalier » pour un commerce alors qu'on fait référence à la recette du jour[5],[6]. En effet, le CA ne désigne que la part de la recette qui appartient au commerce (et est donc très différent pour un débit de tabac par exemple).
- Dire qu'on fait un prêt à la banque alors que c'est la banque qui vous prête.
- Parler des trous dans le gruyère alors que seul l'emmental en possède.
- Parler de déclaration d'impôt alors que seule l'administration fiscale vous déclarera l'impôt à payer selon votre déclaration de revenus.
- Les députés représentent la nation et non les électeurs de la circonscription qui les ont élus.

## Points de vue scientifiques
- Si vous ne connaissez pas le sujet, laissez ce bandeau (vous pouvez alors contacter les auteurs).
- Si vous supprimez le contenu mis en cause (vous pouvez préalablement contacter les auteurs),

argumentez précisément cette suppression dans la page de discussion
(un manque de référence n'est pas un argument ; une recherche réelle de référence doit avoir été effectuée, être formellement documentée).

### Rejet des abus de langage
Les abus de langage sont un problème juridique, car ils sont sources d’ambigüités, parfois exploitées avec l’intention de nuire ou de tromper[réf. souhaitée]. Il peut s’agir d’abus de pouvoir, d’abus de droit, d’abus de confiance ; cela peut se retrouver dans un contexte commercial ou encore dans un contrat. Un exemple plus concret est la politique d'ambiguïté délibérée.
Dans le domaine de la communication, de la pédagogie et de l’épistémologie, les abus de langage sont critiqués parce qu’ils rendent les notions plus complexes et ainsi rendent plus difficile le travail de transmission et d’analyse de l’information[réf. souhaitée].

### Tolérance envers les abus de langage
La notion d'abus de langage, proche de celle d'« excès de langage », est considérée comme épilinguistique par certains linguistes, c’est-à-dire qu’elle impliquerait un jugement de valeur, non scientifique, sur l'usage que les locuteurs font du langage[réf. nécessaire]. La connotation négative du terme « abus de langage » est associée au purisme linguistique.
Dans des disciplines scientifiques, les abus de langage, bien que relevés, sont parfois délibérément admis, afin de rester plus proche d’un terme international, ou encore pour obtenir une formulation raccourcie destinée à être utilisée souvent dans certains contextes[Par exemple ?][réf. nécessaire].

#### En mathématiques
[style à revoir]
Les abus de langage jouent un rôle très important en mathématique. Ceci peut sembler paradoxal, vu la précision associée (en général à raison) à cette discipline. En fait, c'est justement cette précision qui oblige dans de nombreux cas un mathématicien (plutôt moderne, en gros depuis l'avènement du formalisme, notamment avec Bourbaki) à indiquer qu'une expression est en réalité un abus de langage (ou de notation), là où souvent le non-mathématicien ne verrait pas la différence (de sens) avec une expression correcte pour désigner l'objet en question ou la jugerait sans importance. D'autre part, il arrive que les mathématiciens utilisent certains abus de langage qui peuvent sembler inadmissibles à la plupart des non-mathématiciens pour qui il s'agit simplement d'un abus tout court. Ceci concerne en particulier les cas où le mathématicien annonce qu'il va identifier deux objets (ou groupes d'objets) différents, par quoi il entend qu'il va désigner les deux (groupes d') objets par la même expression (pouvant contenir des formules / symboles math.); il s'agit là bien d'un abus de langage (ou de notation) - en général implicite - et de plus c'est un abus risqué si introduit par une personne ayant peu d'expérience avec ce genre de choses ou avec les objets concernés.
Dans les deux cas, l'usage de certains abus de langage (en math.) est plus ou moins toléré par les mathématiciens professionnels pour la simple raison qu'ils ne peuvent pratiquement pas s'en passer - soit parce que l'usage exclusif de termes formellement corrects paraîtrait trop pédant, soit parce qu'il rendrait le texte tellement compliqué qu'il deviendrait à peu près incompréhensible (même pour les mathématiciens !). Ainsi, en dépit du mot "abus" dans l'expression "abus de langage", celle-ci est plutôt neutre dans un contexte mathématique: on décide au cas par cas si un abus de langage est tolérable ou non, en pesant ses avantages et ses inconvénients (il peut donc arriver que certains mathématiciens l'acceptent et pas d'autres).

#### Exemples d'abus de langage utilisés en mathématique
Pour bien comprendre ces exemples, il est bon d'avoir un minimum de connaissances de mathématiques modernes.
Quand on parle de la « fonction {\displaystyle f(x)} » ou par exemple de la « fonction {\displaystyle 3x+7+{\frac {1}{x}}} », on fait presque certainement un abus de langage, car il s'agit probablement d'une fonction appelée {\displaystyle f} et {\displaystyle f(x)} est sa valeur en {\displaystyle x}, ou bien il doit s'agir de la fonction {\displaystyle x\mapsto 3x+7+{\frac {1}{x}}}, définie dans un certain ensemble, par exemple celui des nombres réels non nuls, dont la valeur en {\displaystyle x} est donc {\displaystyle 3x+7+{\frac {1}{x}}}.
Un abus de langage qu'on trouve fréquemment dans la littérature mathématique anglophone[réf. souhaitée] (bien moins dans celle francophone) consiste par exemple (en version française) à écrire que les nombres réels sont non dénombrables (ce qui veut dire - en un sens à préciser - trop nombreux pour un comptage même poursuivi indéfiniment - cf. l'article de wikipedia auquel aboutit le lien interne qui précède); la formule plus correcte serait: l'ensemble des nombres réels est non dénombrable. Cet exemple n'est pas tiré d'un passage effectivement trouvé dans la littérature (même anglaise), ce qui ne signfie pas qu'il n'ait jamais été publié[Interprétation personnelle ?] ...
L'exemple suivant - tiré de la théorie des ensembles mais d'usage très courant en math. moderne - est plus technique mais reste assez élémentaire. Il concerne plus précisément des notations (pas du texte au sens strict). Soit f une application d'un ensemble A dans un ensemble B, x un élément de A et C une partie de A. On utilise les notations f(x) et f(C) pour désigner ce qu'on appelle l'image de x par f et l'image de C par f - pour des définitions de ces notions, voir les articles Image (mathématiques) et Image directe. Dans la mesure où on peut se permettre de considérer un élément d'un ensemble comme un exemple de partie de l'ensemble (formée d'un seul élément), on risque rarement des malentendus avec ces notations. Mais un élément d'un ensemble doit parfois impérativement être distingué de la partie correspondante du même ensemble (ayant exactement 1 élément) pour éviter des conclusions absurdes: si l'ensemble A contient comme élément l'ensemble vide (appelons-le z), alors f(z) peut être n'importe quel élément de B (selon ce qu'est f), mais pour la partie D de B qu'est l'ensemble vide (celui-ci est une partie de n'importe quel ensemble) f(D) est vide quelle que soit f (cela résulte de la définition de cette image), de sorte que f(z) et f(D) peuvent être différents, alors qu'en réalité z et D désignent exactement le même objet (l'ensemble vide), donc l'expression f(z) pourrait être interprétée selon la définition de f(D) - autrement dit (et peut-être en plus clair) on aboutit à la conclusion absurde que f(z) est différent de lui-même. Cela vient du fait que les deux définitions d'image par f (d'un élément et d'une partie) sont incompatibles. Un auteur (N.Bourbaki dans sa théorie des ensembles, chapitre II) évite cela en écrivant f<C> pour l'image par f d'une partie C de A; plus tard l'usage plus habituel de f(C) pour f<C> est introduit comme un abus de langage ... que quasi tout mathématicien (moderne) accepte malgré les risques - faibles en pratique si on réfléchit à ce qu'on fait.